# Hauwtje
Een hauwtje is een droge doosvrucht, waarbij de lengte ten hoogste driemaal zo groot is als de breedte. Is de lengte groter dan wordt van een hauw gesproken.
Een hauwtje bestaat uit twee steriele en twee fertiele vruchtbladen, waarvan de bladranden van de fertiele vruchtbladen zijn vergroeid tot randstandige zaadlijsten en is dus tweehokkig en tweekleppig. Op de foto van de hauwtjes van de judaspenning is duidelijk te zien dat de zaden met een steeltje vastzitten aan de randstandige zaadlijsten.
Een hauwtje kan rond, plat zoals bij judaspenning, gevleugeld zoals bij schermscheefbloem of een speciale vorm hebben zoals bij het herderstasje, dat driehoekig, omgekeerd hartvormig is.
Bij de afbeelding van het hauwtje van de tuinjudaspenning zijn twee zaden verdwenen. Alleen de gaatjes zijn nog te zien.
In het Engels heet het hauwtje silicle.

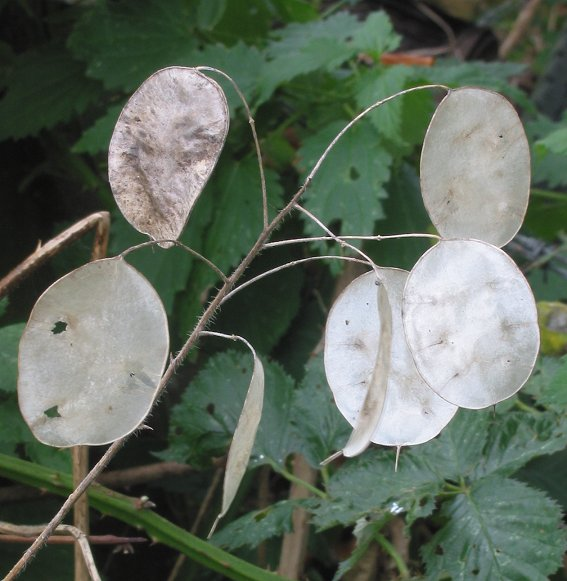
Hauwtjes van tuinjudaspenning
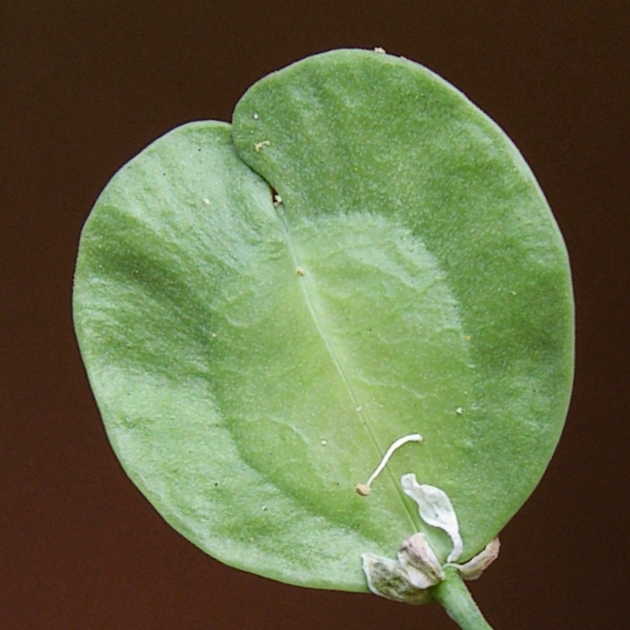
Gevleugeld hauwtje van witte krodde
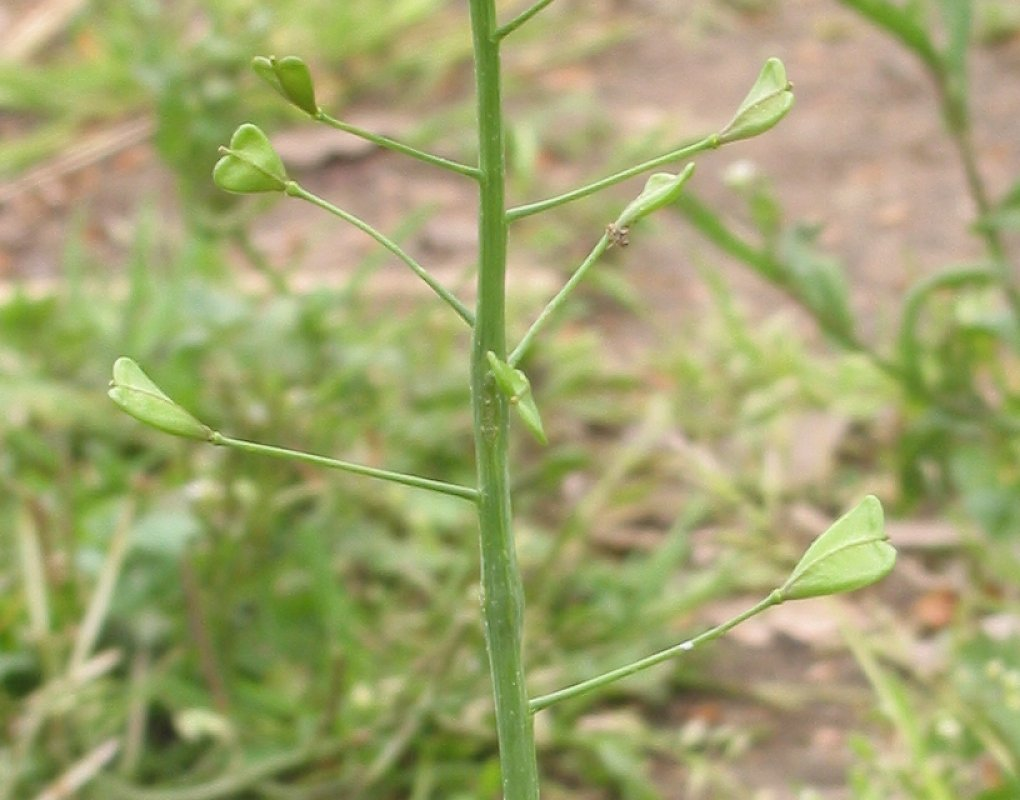
Hauwtjes van herderstasje
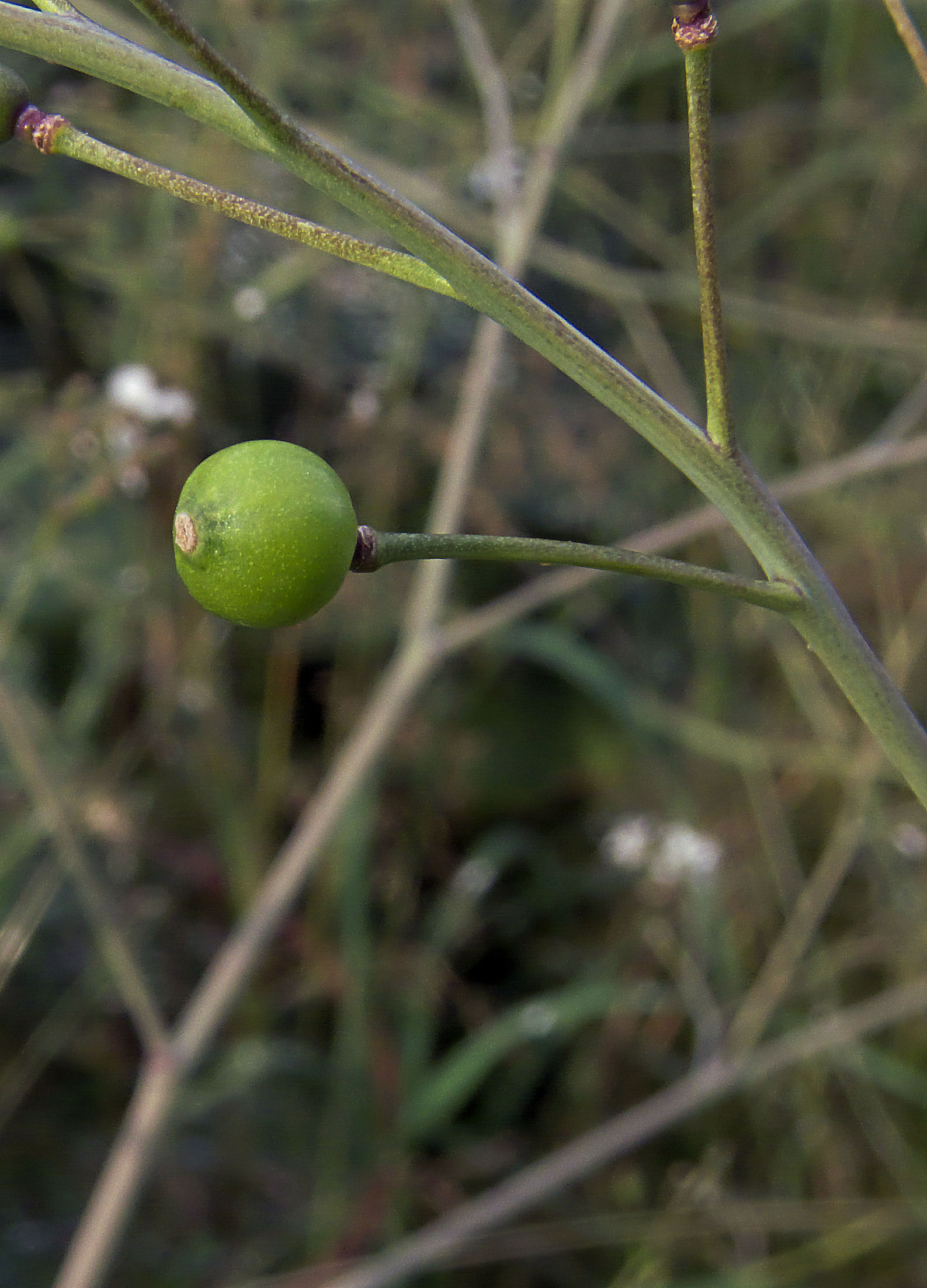
Hauwtje van Crambe cordifolia
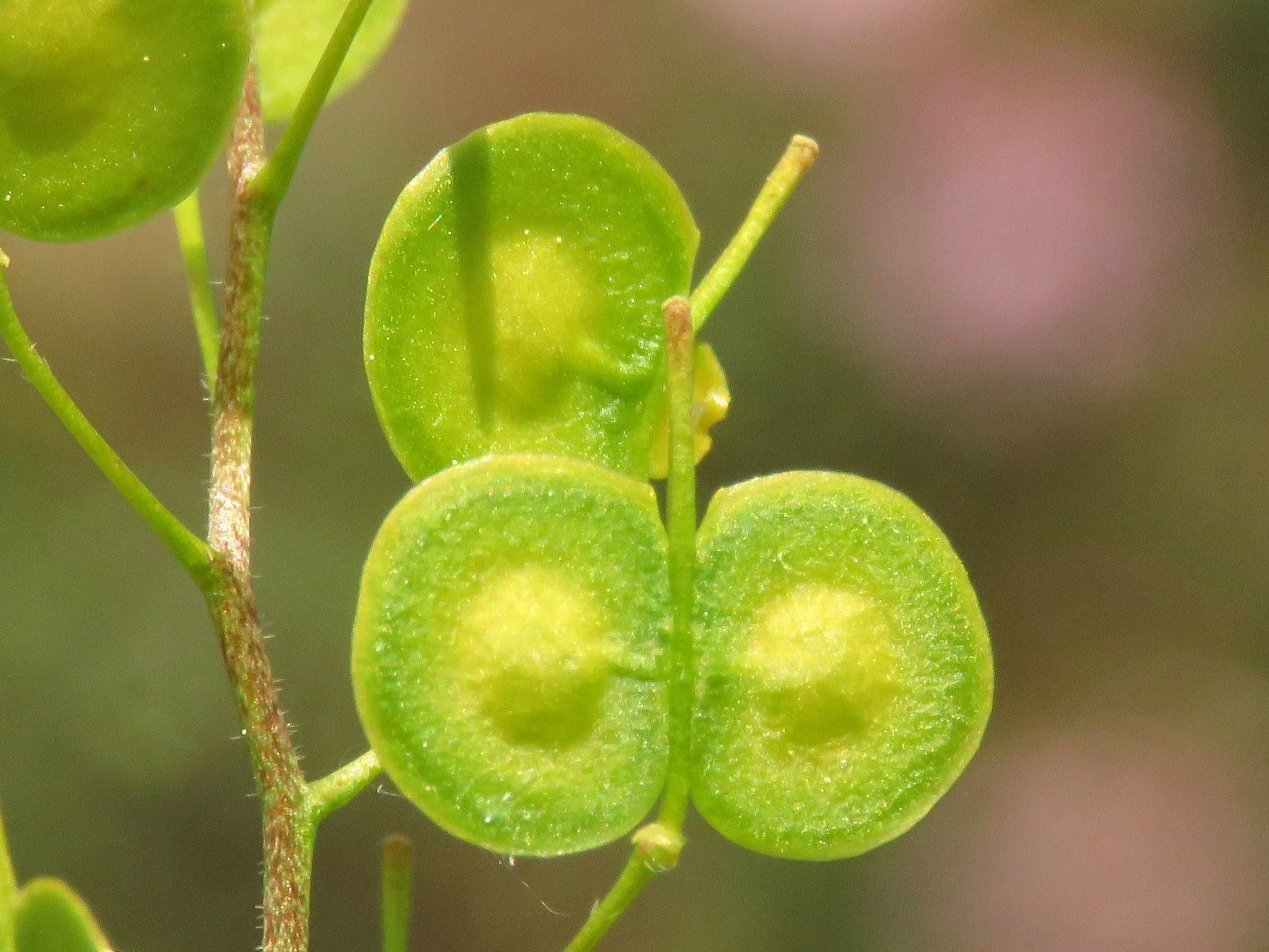
Hauwtje van glad brilkruid
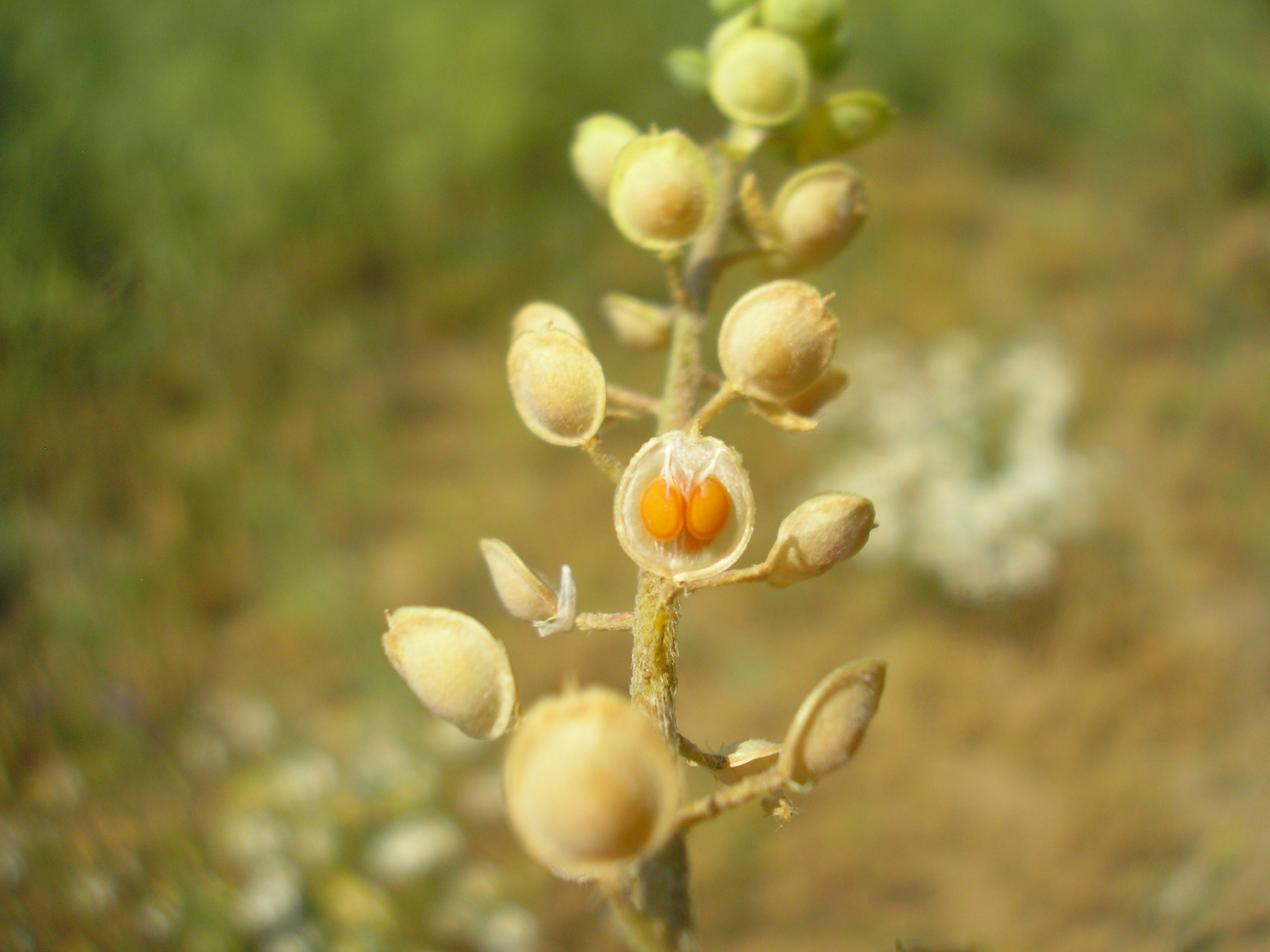
Hauwtje met afgeplatte randen van bleek schildzaad
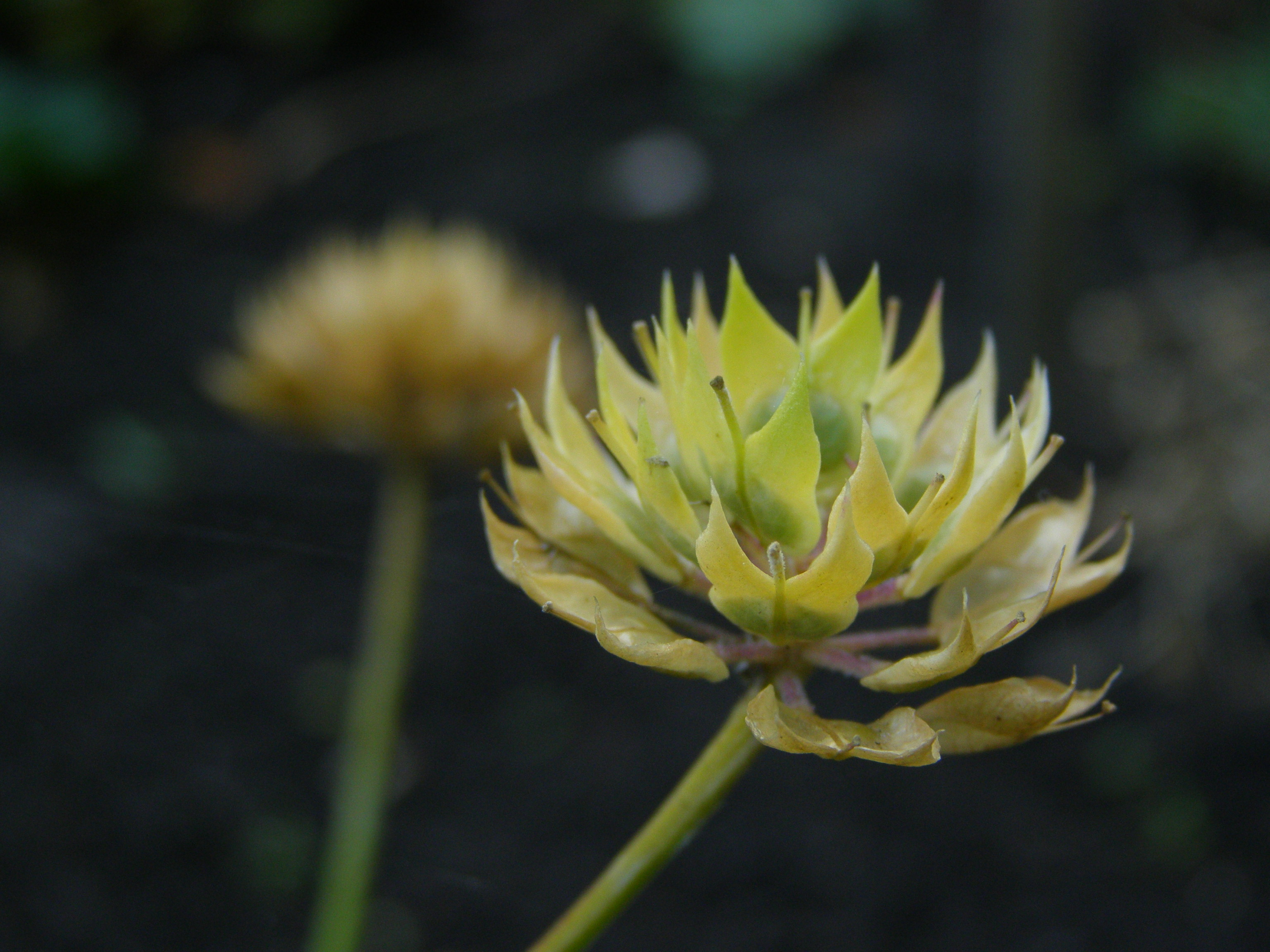
Gevleugelde hauwtjes van schermscheefbloem
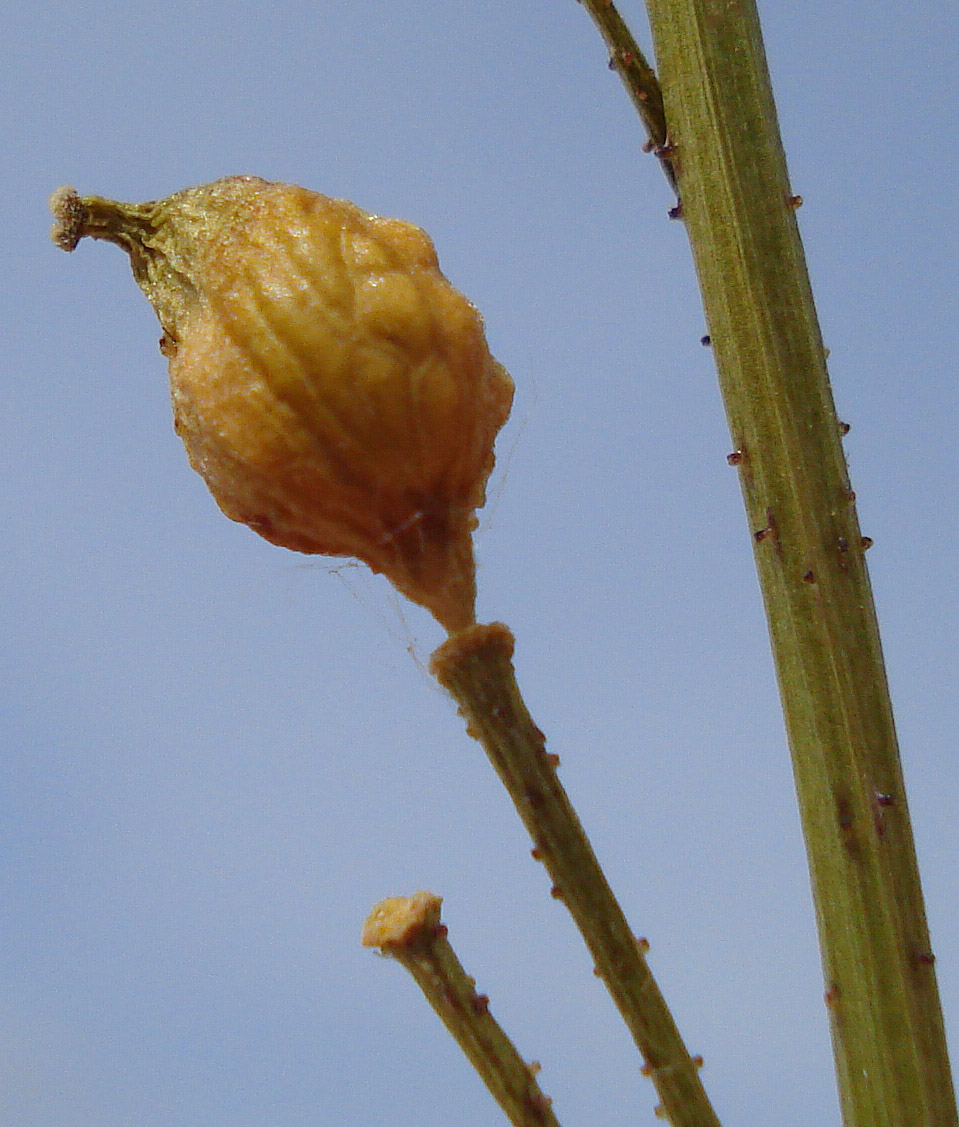
Wrattig hauwtje van grote hardvrucht